# Delegació del Govern d'Espanya a Castella i Lleó
La Delegació del Govern a Castella i Lleó és l'organisme de l'Administració Pública d'Espanya, dependent de la Secretaria d'Estat de Política Territorial, pertanyent al Ministeri de Política Territorial i Funció Pública, encarregat d'exercir la representació del Govern d'Espanya en la comunitat autònoma de Castella i Lleó.

## Seu
La seu de la Delegació es troba al Carrer de Francesco Scrimieri, n. 1 de Valladolid.

## Delegats
| Titular                                 | Data de disposició del Reial Decret de | Data de disposició del Reial Decret de | Data de disposició del Reial Decret de |
| Titular                                 | Nomenament [Publicació en BOE]         | Cessament [Publicació en BOE]          | Ref.                                   |
| --------------------------------------- | -------------------------------------- | -------------------------------------- | -------------------------------------- |
| Domingo Ferreiro Picado                 | 29 d'agost de 1986 [01/09/1986]        | 16 de febrer de 1990 [17/02/1990]      | [ 1 ] [ 2 ]                            |
| Arsenio Lope Huerta                     | 16 de febrer de 1990 [17/02/1990]      | 30 de juliol de 1993 [02/08/1993]      | [ 3 ] [ 4 ]                            |
| Ángel Olivares Ramírez                  | 30 de juliol de 1993 [02/08/1993]      | 20 de juny de 1994 [21/06/1994]        | [ 5 ] [ 6 ]                            |
| Carlos Conde Duque                      | 20 de juny de 1994 [21/06/1994]        | 17 de maig de 1996 [18/05/1996]        | [ 7 ] [ 8 ]                            |
| Isaías García Monge                     | 17 de maig de 1996 [18/05/1996]        | 23 d'abril de 2004 [24/04/2004]        | [ 9 ] [ 10 ]                           |
| Miguel Alejo Vicente                    | 23 d'abril de 2004 [24/04/2004]        | 13 de gener de 2012 [14/01/2012]       | [ 11 ] [ 12 ]                          |
| Ramiro Felipe Ruiz Medrano              | 13 de gener de 2012 [14/01/2012]       | 10 d'abril de 2015 [11/04/2015]        | [ 13 ] [ 14 ]                          |
| Juan Carlos Suárez-Quiñones y Fernández | 10 d'abril de 2015 [11/04/2015]        | 10 de juliol de 2015 [11/07/2015]      | [ 15 ] [ 16 ]                          |
| María José Salgueiro Cortiñas           | 24 de juliol de 2015 [25/07/2015]      | 18 de juny de 2018 [18/06/2018]        | [ 17 ]                                 |
| Virginia Barcones Sanz                  | 18 de juny de 2018 [18/06/2018]        |                                        | [ 18 ]                                 |

## Funcions
L'organisme està dirigit per un delegat, nomenat pel Govern, les funcions del qual, segons l'article 154 de la Constitució espanyola, són les de dirigir l'Administració de l'Estat al territori de la Comunitat Autònoma i la coordinarà, quan escaigui, amb l'administració pròpia de la Comunitat.

## Subdelegacions
El delegat del Govern a Castella i Lleó està assistit per nou subdelegats del Govern. Hi ha una subdelegació a cada província de la comunitat autònoma:
- subdelegació del govern en la província d'Àvila (Carrer Hornos Caleros, 1, 05001-Àvila) ;
- subdelegació del govern en la província de Burgos (Carrer Vitòria, 34, 09071-Burgos) ;
- subdelegació del govern en la província de Lleó (Plaça de la Inmaculada, 6, 24001-Lleó) ;
- subdelegació del govern en la província de Palència (Avinguda Casado del Alisal, 4, 34001-Palència) ;
- subdelegació del govern en la província de Salamanca (Gran Via, 31, 37001-Salamanca) ;
- subdelegació del govern en la província de Segòvia (Plaça Adolfo Suárez, 1, 40001-Segòvia) ;
- subdelegació del govern en la província de Sòria (Carrer Alfonso VIII, 2, 42003-Sòria) ;
- subdelegació del govern en la província de Valladolid (Carrer Francesco Scrimieri, 1, 47014-Valladolid) ;
- subdelegació del govern en la província de Zamora (Plaça de la Constitució, 1, 49001-Zamora).